# Lago Bolsena
Bolsena é um lago da Itália de origem vulcânica e tectônica e localiza-se na província de Viterbo (região do Lácio). Estende-se por uma área de 113,5 km² (o quinto maior lago da Itália) a uma altitude de 305 metros sobre o nível do mar e possui uma profundidade máxima de 151 metros e uma profundidade média de 81 metros. O lago é de origem vulcânica (e é considerado o maior lago de origem vulcânica da Europa), tem uma forma oval e possui duas ilhas. Registros históricos romanos indicam que a atividade do vulcão Vulsini ocorreu, recentemente, em 104 a.C.; está dormente desde então. As duas ilhas na parte sul do lago foram formadas por erupções subaquáticas, após o colapso que criou a depressão.

## Ilhas

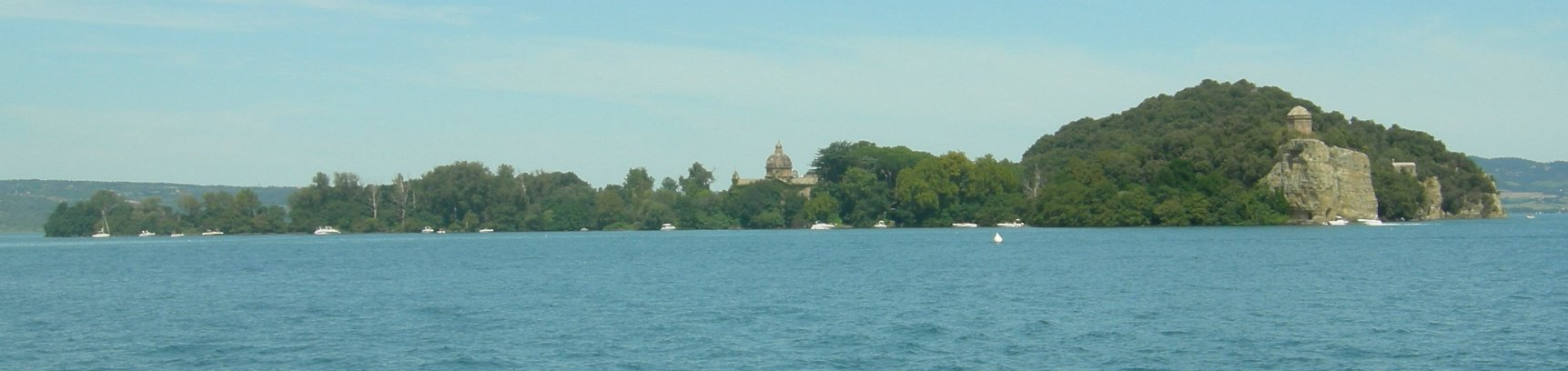
Ilha Bisentina.

- Bisentina: é a maior do lago e possui uma área de 17 hectares.
- Martana: localiza-se em frente à comuna de Marta (da qual pega o nome).[1][2][3] Atualmente a ilha é propriedade privada e as visitas não são possíveis.